# 人及其象徵
《人及其象徵》（Man and His Symbols）為廣泛介紹分析心理學學說的通俗讀本，由卡爾·榮格編寫，完成於1961年，出版於1964年。
1959年春天榮格接受英國國家廣播公司的約翰·弗利曼（John Freeman）採訪，後弗利曼受阿爾德斯出版社（Aldus Books）的業務經理吳夫岡·弗格斯（Wolfgang Foges）之託，勸說榮格以通俗淺白的語言為大眾介紹其學說，起初榮格拒絕了。但之後他做了一個夢：他夢見他「站在一個公共場合，向群眾演講。他們聚精會神，聆聽著他的話，而且『對他的話心領神會』……」。之後，弗格斯重新提出要求，榮格答應了。榮格親自以英文撰寫第一章，其餘章節則由他親自挑選的合作人約瑟夫·韓德生、 瑪麗-路易絲·弗蘭絲、阿妮拉·賈菲及尤蘭得·雅柯比完成。

## 中文譯本
- 黎惟東譯：《人類及其象徵：心靈世界的探源》（台北：好時年出版有限公司，1984年）
- 黎惟東譯：《自我的探索：人類及其象徵》（台北：桂冠圖書公司，1988年）
- 張舉文、榮文庫譯，陸梁校訂：《人類及其象徵》（瀋陽：遼寧教育出版社，1988年，ISBN 9787538204490）
- 史济才等译：《人及其象征》（河北人民出版社，1989年，ISBN 9787202003053）
- 张月人译：《人及其表象》（中国国际广播出版社，1989年，ISBN 9787800353444）
- 龔卓軍譯，余德慧校訂：《人及其象徵：榮格思想精華的總結》（台北：立緒文化，1999年，ISBN 9789578453661）
- 龔卓軍譯，余德慧校訂：《人及其象徵：榮格思想精華》（台北：立緒文化，2013年，ISBN 9789866513817）